# Stigmochora simarubae
Stigmochora simarubae är en svampart som beskrevs av Bat. & Peres 1965. Stigmochora simarubae ingår i släktet Stigmochora och familjen Phyllachoraceae.   Inga underarter finns listade i Catalogue of Life.